# Comunidade de Oneida

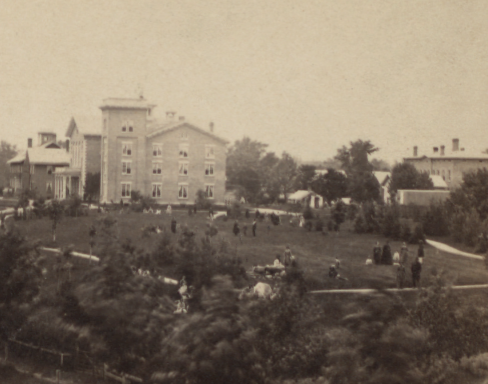
A Comunidade de Oneida entre 1865 e 1875

A Comunidade de Oneida foi uma sociedade comunal religiosa perfeccionista fundada por John Humphrey Noyes e seus seguidores em 1848 perto de Oneida, Nova Iorque. A comunidade acreditava que Jesus já havia retornado em 70 d.C., tornando possível que eles próprios realizassem o reino milenar de Jesus e fossem perfeitos e livres do pecado neste mundo, não apenas no Céu (uma crença chamada perfeccionismo). A Comunidade Oneida praticava o comunalismo (no sentido de propriedade e posses comunais), casamento de grupo, continência sexual masculina, estirpecultura de Oneida (uma forma de eugenia) e crítica mútua.
Os 87 membros originais da comunidade cresceram para 172 em fevereiro de 1850, 208 em 1852 e 306 em 1878. Havia comunidades noyesianas menores em Wallingford, Connecticut ; Newark, Nova Jersey; Putney e Cambridge, Vermont. As filiais foram fechadas em 1854, exceto a filial de Wallingford, que funcionou até que o tornado de 1878 a devastou.
A Comunidade de Oneida foi dissolvida em 1881, convertendo-se em sociedade anônima. Esta acabou se tornando a empresa de prataria Oneida Limited, uma das maiores do mundo.

## Estrutura

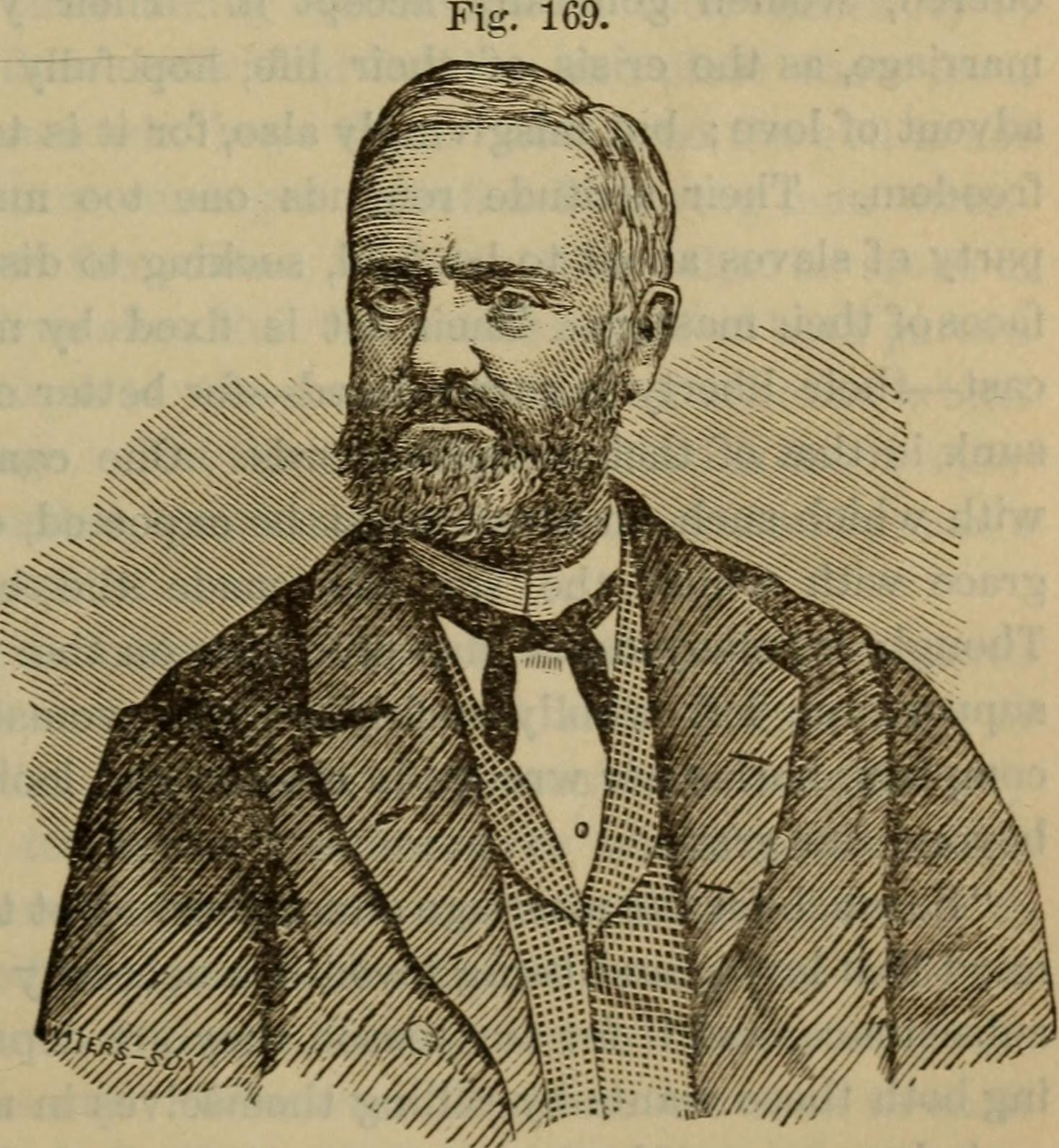
John Humphrey Noyes (1811–1886) liderou a comunidade

Embora a comunidade atingisse apenas uma população máxima de cerca de 300 pessoas, tinha uma burocracia complexa de 27 comitês permanentes e 48 seções administrativas.
Esperava-se que todos os membros da comunidade trabalhassem, cada um de acordo com suas habilidades. As mulheres tendiam a realizar muitas das tarefas domésticas. Embora os empregos mais qualificados tendessem a permanecer com um membro individual (o gestor financeiro, por exemplo, manteve o seu cargo durante toda a vida da comunidade), os membros da comunidade alternavam entre os empregos menos qualificados, trabalhando em casa, nos campos ou as diversas indústrias. À medida que Oneida prosperava, também começou a contratar pessoas de fora para trabalhar nessas posições. Eles eram um grande empregador na área, com aproximadamente 200 funcionários em 1870.
As indústrias secundárias incluíam a fabricação de bolsas de viagem de couro, a tecelagem de chapéus com folhas de palmeira, a construção de móveis rústicos de jardim, armadilhas de caça e turismo. A fabricação de talheres começou em 1877, relativamente tarde na vida da comunidade, e ainda existe.

### Casamento complexo

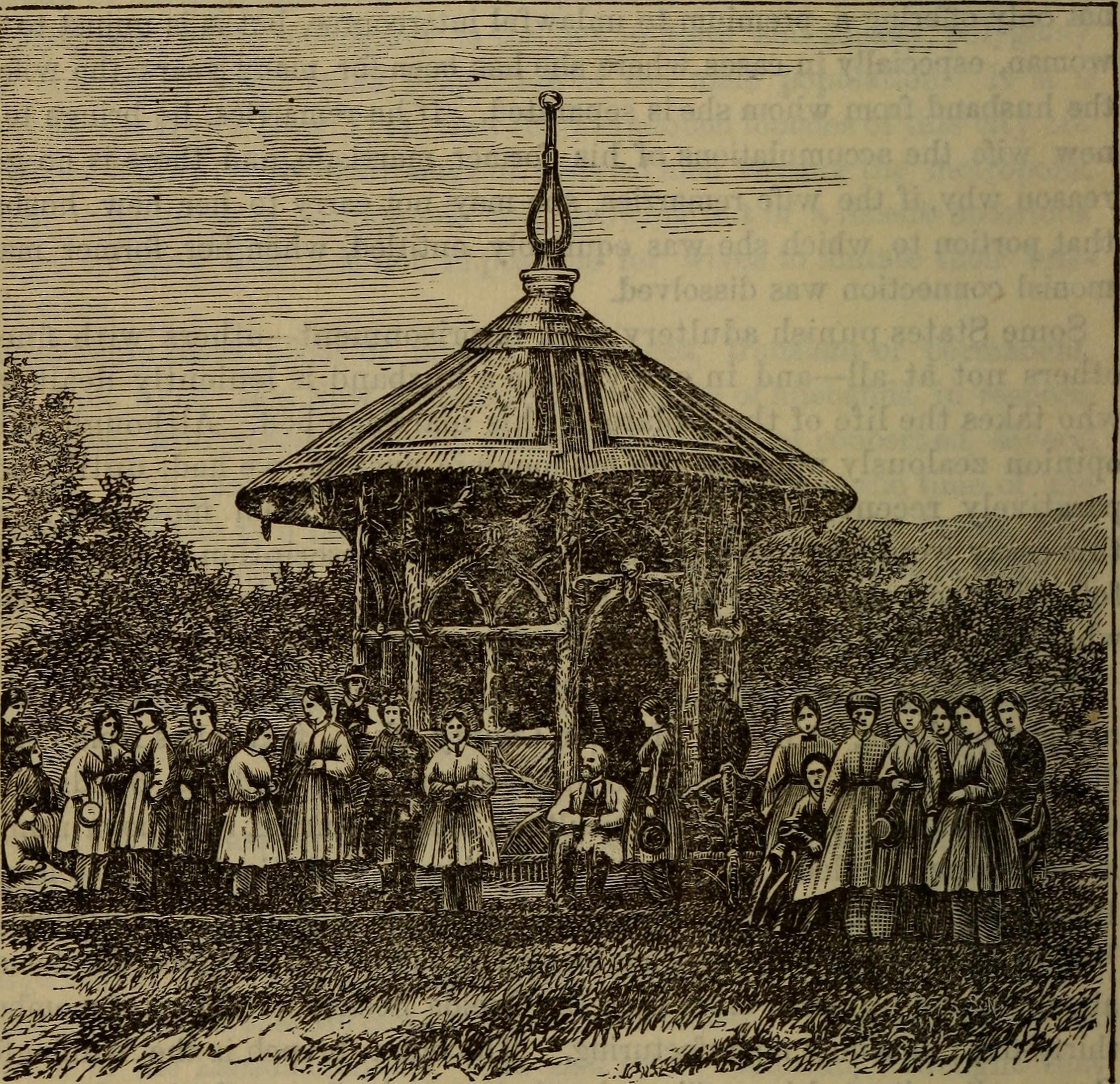
Um grupo da comunidade

A comunidade de Oneida acreditava fortemente num sistema de amor livre – um termo que Noyes é creditado por ter cunhado – que era conhecido como casamento complexo, onde qualquer membro era livre para fazer sexo com qualquer outro que consentisse.  Possessividade e relacionamentos exclusivos eram desaprovados.
Noyes desenvolveu uma distinção entre amor amativo e propagativo.

"O casamento complexo significava que todos na comunidade eram casados com todos os outros. Esperava-se que todos os homens e mulheres tivessem relações sexuais e as fizessem. A base para o casamento complexo era a passagem paulina sobre não haver casamento no céu, que significava que não deveria haver casamento na terra, mas que nenhum casamento não significava ausência de sexo. Mas sexo significava filhos; não só a comunidade não tinha condições de ter filhos nos primeiros anos, como as mulheres não estavam entusiasmadas com um regime que as teria mantido grávidas a maior parte do tempo. Eles desenvolveram uma distinção entre amor amativo e o propagativo. O amor propagativo era o sexo com o propósito de ter filhos; o amor amativo era sexo com o propósito de expressar amor. A diferença era o que Noyes chamou de "continência masculina", em que o parceiro masculino evitava a ejaculação. Noyes argumentou que essa prática não apenas os impedia de produzir filhos indesejados, mas também ensinava ao homem um autocontrole considerável. O sistema funcionou muito bem."
Mulheres com mais de 40 anos deveriam atuar como “mentoras” sexuais para meninos adolescentes porque esses relacionamentos tinham chances mínimas de conceber. Além disso, estas mulheres tornaram-se modelos religiosos para os jovens. Da mesma forma, os homens mais velhos frequentemente apresentavam o sexo às mulheres jovens. Noyes frequentemente usava seu julgamento para determinar as parcerias que se formariam, e muitas vezes encorajava relacionamentos entre os não devotos e os devotos na comunidade, na esperança de que as atitudes e comportamentos dos devotos influenciassem as atitudes dos não devotos.
Em 1993, os arquivos comunitários foram disponibilizados aos estudiosos pela primeira vez. Contido nos arquivos estava o diário de Tirzah Miller, sobrinha de Noyes, que escreveu extensivamente sobre suas relações românticas e sexuais com outros membros do Oneida.

### Crítica mútua
Cada membro da comunidade era sujeito a críticas por parte de um comitê ou da comunidade como um todo durante uma assembleia geral. O objetivo era eliminar traços de caráter indesejáveis. Várias fontes contemporâneas afirmam que o próprio Noyes foi alvo de críticas, embora com menos frequência e provavelmente menos severas do que o resto da comunidade. Charles Nordhoff disse ter testemunhado as críticas de um membro a quem se referiu como "Charles", escrevendo o seguinte relato do incidente:

"Charles ficou sentado, sem palavras, olhando para frente; mas à medida que as acusações se multiplicavam, seu rosto ficou mais pálido e gotas de suor começaram a escorrer por sua testa. As observações que relatei levaram cerca de meia hora; e agora, tendo cada um no círculo falado, o Sr. Noyes resumiu. Ele disse que Charles tinha alguns defeitos graves; que ele o observava com algum carinho; e que ele pensava que o jovem estava tentando sinceramente se curar. Ele elogiou em geral sua habilidade, seu bom caráter e algumas tentações às quais resistiu no decorrer de sua vida. Ele pensou ter visto sinais de que Charles estava fazendo uma tentativa real e sincera de superar seus defeitos; e como prova disso, ele observou que Charles recentemente o procurara para consultá-lo sobre um caso difícil no qual ele havia enfrentado uma grande luta, mas no final conseguira fazer o que era certo. "No curso do que chamamos de estirpecultura", disse Noyes, "Charles, como você sabe, está na situação de alguém que em breve se tornará pai. Nessas circunstâncias, ele caiu sob a tentação muito comum de amor egoísta e um desejo de servir e cultivar uma intimidade exclusiva com a mulher que teria um filho através dele. Esta é uma tentação insidiosa, muito capaz de atacar as pessoas em tais circunstâncias, mas que deve, no entanto, ser combatida. Charles, continuou ele, veio até ele para pedir conselhos neste caso, e ele (Noyes) a princípio se recusou a lhe dizer qualquer coisa, mas perguntou-lhe o que ele achava que deveria fazer; que depois de alguma conversa, Charles havia determinado, e concordou com ele, que deveria isolar-se inteiramente da mulher e deixar outro homem ocupar seu lugar ao lado dela; e isso Charles fez de acordo, com um espírito de autossacrifício muito louvável. Na verdade, Charles havia assumido ainda mais a sua cruz, como notou com prazer, indo dormir com as crianças menores, para cuidar delas durante a noite. Tendo tudo isso em vista, ele achava que Charles estava no caminho certo para se tornar um homem melhor e que manifestara um desejo sincero de melhorar e de se livrar de todas as falhas egoístas."

### Continência masculina
A comunidade de Oneida promulgou um sistema de continência masculina ou coitus reservatus para controlar a reprodução dentro dela. John Humprey Noyes decidiu que a relação sexual servia a dois propósitos distintos. Em Male Continence, Noyes argumenta que o método simplesmente “propõe a subordinação da carne ao espírito, ensinando os homens a buscarem principalmente os elevados prazeres espirituais da conexão sexual”. O objetivo principal da continência masculina era a satisfação social, “permitir que os sexos se comunicassem e expressassem afeto uns pelos outros”. O segundo propósito era a procriação. De cerca de duzentos adultos que usaram a continência masculina como controle de natalidade, houve doze nascimentos não planejados em Oneida entre 1848 e 1868, indicando que era uma forma altamente eficaz de controle de natalidade. Os homens jovens foram apresentados à continência masculina por mulheres na pós-menopausa, e os homens mais velhos e experientes introduziram as mulheres jovens.
Noyes acreditava que a ejaculação "drenava a vitalidade dos homens e levava à doença" e a gravidez e o parto "impunham um pesado imposto sobre a vitalidade das mulheres". Noyes fundou a continência masculina para poupar sua esposa, Harriet, de partos mais difíceis, após cinco partos traumatizantes, dos quais quatro levaram à morte da criança. Eles preferiram este método de continência masculina a outros métodos de controle de natalidade porque o consideraram natural, saudável e favorável ao desenvolvimento de relacionamentos íntimos. As mulheres encontraram maior satisfação sexual na prática, e Oneida é considerada altamente incomum no valor que atribuíam à satisfação sexual das mulheres. Se um homem falhasse, ele enfrentaria desaprovação pública ou rejeição privada.
Não está claro se a prática da continência masculina levou a problemas significativos. O sociólogo Lawrence Foster vê dicas nas cartas de Noyes indicando que a masturbação e o afastamento antissocial da vida comunitária podem ter sido problemas. A prática de continência masculina de Oneida não levava à impotência.

### Estirpecultura
A estirpecultura foi um programa protoeugênico de reprodução seletiva controlada dentro da comunidade idealizado por Noyes e implementado em 1869. Ele foi projetado para criar uma estirpe de crianças mais perfeitas espiritual e fisicamente. Os membros da comunidade que desejassem ser pais compareceriam a um comitê para serem aprovados e selecionados com base em suas qualidades espirituais e morais. Participaram deste programa 53 mulheres e 38 homens, o que exigiu a construção de uma nova ala da Mansão Comunitária Oneida. O experimento rendeu 58 filhos, nove dos quais eram filhos de Noyes.
Depois que as crianças eram desmamadas (geralmente por volta de um ano de idade), elas eram criadas em comunidade na Ala das Crianças, ou Asa Sul. Seus pais eram autorizados a visitá-los, mas o departamento infantil tinha jurisdição sobre a criação dos filhos. Se o departamento suspeitasse que um pai e um filho estavam muito unidos, a comunidade imporia um período de separação porque o grupo queria acabar com o afeto entre pais e filhos. O Departamento Infantil contava com um supervisor masculino e feminino para cuidar das crianças de dois a doze anos. Os supervisores garantiram que as crianças seguissem a rotina. Vestimentas, orações, café da manhã, trabalho, escola, almoço, trabalho, brincadeiras, jantar, orações e estudo, que eram “ajustados de acordo com a 'idade e capacidade'”. 
A estirpecultura foi a primeira experiência de eugenia positiva nos Estados Unidos, embora não tenha sido reconhecida como tal devido à estrutura religiosa da qual emergiu.

### Papel das mulheres
Oneida incorporou um dos esforços mais radicais e institucionais para mudar os papéis das mulheres e melhorar o estatuto feminino na América do século XIX. As mulheres ganharam algumas liberdades na comuna que não conseguiam do lado de fora. Alguns desses privilégios incluíam não ter que cuidar dos próprios filhos, já que Oneida tinha um sistema comunitário de cuidados infantis e liberdade de gravidez indesejada com a prática de continência masculina. Além disso, elas podiam usar roupas funcionais no estilo bloomer e manter cortes de cabelo curtos. As mulheres puderam participar em praticamente todos os tipos de trabalho comunitário. Embora as tarefas domésticas continuassem a ser uma responsabilidade principalmente feminina, as mulheres eram livres de explorar posições nos negócios e nas vendas, ou como artesãs ou artesãs, e muitas o fizeram, especialmente no final da década de 1860 e no início da década de 1870. Por último, as mulheres moldaram ativamente a política comunitária, participando nas reuniões religiosas e empresariais diárias.
Os sistemas de casamento complexo e amor livre praticados em Oneida reconheciam ainda mais o status feminino. Através do complexo arranjo matrimonial, mulheres e homens tinham igual liberdade na expressão e no compromisso sexual. Na verdade, as práticas sexuais em Oneida aceitavam a sexualidade feminina. O direito da mulher a experiências sexuais satisfatórias foi reconhecido e as mulheres foram encorajadas a ter orgasmos. Contudo, o direito da mulher de recusar uma proposta sexual era limitado dependendo do estatuto do homem que fazia a proposta.
Ellen Wayland-Smith, autora de The Status and Self-Perception of Women in the Oneida Community, disse que homens e mulheres tinham status aproximadamente iguais na comunidade. Ela salienta que, embora ambos os sexos estivessem, em última análise, sujeitos à visão e vontade de Noyes, as mulheres não sofreram opressão indevida.

## Interações com a sociedade
A comunidade experimentou a liberdade da sociedade em geral. As práticas conjugais, sexuais e religiosas pouco ortodoxas mencionadas anteriormente fizeram com que enfrentassem algumas críticas. No entanto, entre o início da comunidade na década de 1850 e a década de 1870, as suas interações com a sociedade em geral foram na sua maioria favoráveis. Estes são os exemplos mais conhecidos de resolução de conflitos e paz.

### Críticas externas
Em 1870, um "crítico cultural do século XIX", Dr. John B. Ellis, escreveu um livro contra as comunidades de Amor Livre que Noyes inspirou, incluindo "Soberanos Individuais, Amantes Livres de Berlin Heights, Espiritualistas, Defensores do Sufrágio Feminino ou Amigos do Divórcio Livre ". Ele via que o objetivo comum deles era acabar com o casamento. O Dr. Ellis descreveu isso como um ataque à ordem moral prevalecente. A historiadora Gayle Fischer menciona que o Dr. Ellis também criticou as roupas das mulheres de Oneida, pois os uniformes "saudáveis" não livravam as mulheres Oneida de seu 'ar peculiar de insalubridade' — provocado pelo "excesso sexual"
Noyes respondeu às críticas de Ellis quatro anos depois em um panfleto, Dixon and His Copytists, onde afirmava que o Dr. John B. Ellis é um pseudônimo para um "cavalheiro literário que vive na parte alta da cidade". Noyes argumentou que a editora AMS contratou o escritor depois que eles leram um artigo no jornal da Filadélfia sobre a comunidade e viram uma chance de lucrar com a escrita sensacionalista.

### A batalha legal de Tryphena Hubbard
Em Oneida Utopia, de Anthony Wonderly, ele cobre o caso Hubbard de 1848-1851 como um momento em que um conflito legal quase acabou com o grupo, que era apenas uma mera "Associação" na época. Tryphena Hubbard, de 21 anos, aprendeu as ideias de Noyes sobre casamento e sexo através de seu manuscrito Bible Argument em 1848. Ela se juntou à comunidade e se tornou a primeira convertida local do grupo. Tryphena Hubbard logo se casou com Henry Seymour, um jovem da comunidade.
No início de 1849, o pai de Tryphena, Noahdiah Hubbard, soube dos casamentos abertos da Associação e exigiu o retorno de sua filha. Tryphena recusou e, por dois anos, Noahdiah "se tornou um incômodo de mau humor na Mansion House".
Uma crítica de 1850 a Tryphena mencionou sua "insubordinação à igreja" e "egoísmo excessivo que equivale à insanidade". Houve casamento antes que a comunidade tentasse o perfeccionismo, e a supervisão do marido de Tryphena sobre ela aumentou junto com as "normas disciplinares da época, castigo físico".
Em setembro de 1851, Tryphena começou a apresentar sinais de doença mental, "chorando à noite, falando incoerentemente e vagando por aí". Seymour foi até a família Hubbard para relatar a insanidade de sua filha, e ambos os pais ficaram horrorizados com a violência física de Seymour.
Em 27 de setembro de 1851, Noahdiah Hubbard apresentou acusações de agressão e espancamento em nome de sua filha. Seymour foi indiciado e outros membros da comunidade receberam mandados de prisão como cúmplices.
O caso foi resolvido em 26 de novembro de 1851. A comunidade concordou com as despesas de Tryphena enquanto ela estava no asilo e após sua libertação, US$ 125 por ano se ela estivesse bem e US$ 200 por ano se ela continuasse doente. Os Hubbards acabaram aceitando um acordo de US$ 350 em vez de pagamentos de longo prazo. Tryphena Hubbard finalmente retornou para Henry Seymour e teve um filho com ele. Ela morreu aos 49 anos em 1877.

## Declínio
A comunidade durou até que John Humphrey Noyes tentou passar a liderança para seu filho, Theodore Noyes. Essa mudança não teve sucesso porque Theodore era agnóstico e não tinha o talento de liderança de seu pai. A mudança também dividiu a comunidade, à medida que o comunitário James W. Towner tentava tomar o controle para si mesmo. Towner e um grupo dissidente eventualmente se mudaram para a Califórnia, onde convenceram o governo a criar um novo município para eles, Orange County.
Dentro da comuna, houve um debate sobre quando os jovens deveriam ser iniciados no sexo e por quem. Houve também muito debate sobre suas práticas como um todo. Os membros fundadores estavam idosos ou falecidos, e muitos comunitários mais jovens desejavam celebrar casamentos tradicionais e exclusivos.
O ponto culminante de todas essas pressões foi a campanha do professor John Mears, do Hamilton College, contra a comunidade. Ele convocou uma reunião de protesto contra a Comunidade Oneida, com a presença de quarenta e sete membros do clero. John Humphrey Noyes foi informado pelo conselheiro de confiança Myron Kinsley que um mandado de prisão contra ele sob a acusação de estupro era iminente. Noyes fugiu da Mansão Comunitária Oneida e do país no meio de uma noite de junho de 1879, para nunca mais retornar aos Estados Unidos. Pouco depois, ele escreveu aos seus seguidores de Niagara Falls, Ontário, recomendando que o casamento complexo fosse abandonado.
O casamento complexo foi abandonado em 1879 após pressões externas, e a comunidade logo se separou, com alguns dos membros reorganizando-se como uma sociedade anônima. Os parceiros conjugais normalizaram o seu estatuto com os parceiros com quem coabitavam no momento da reorganização. Mais de 70 membros da Comunidade celebraram um casamento tradicional no ano seguinte.
Durante o início do século XX, a nova empresa, Oneida Community Limited, estreitou seu foco em prataria. O negócio de armadilhas para animais foi vendido em 1912, o negócio da seda em 1916 e o setor de conservas foi descontinuado por não ser lucrativo em 1915.
Em 1947, constrangidos com o legado de seu progenitor, os descendentes de Noyes queimaram os registros do grupo.
O último membro original da comunidade, Ella Florence Underwood (1850–1950), morreu em 25 de junho de 1950, em Kenwood, Nova Iorque, perto de Oneida, Nova Iorque.

## Legado

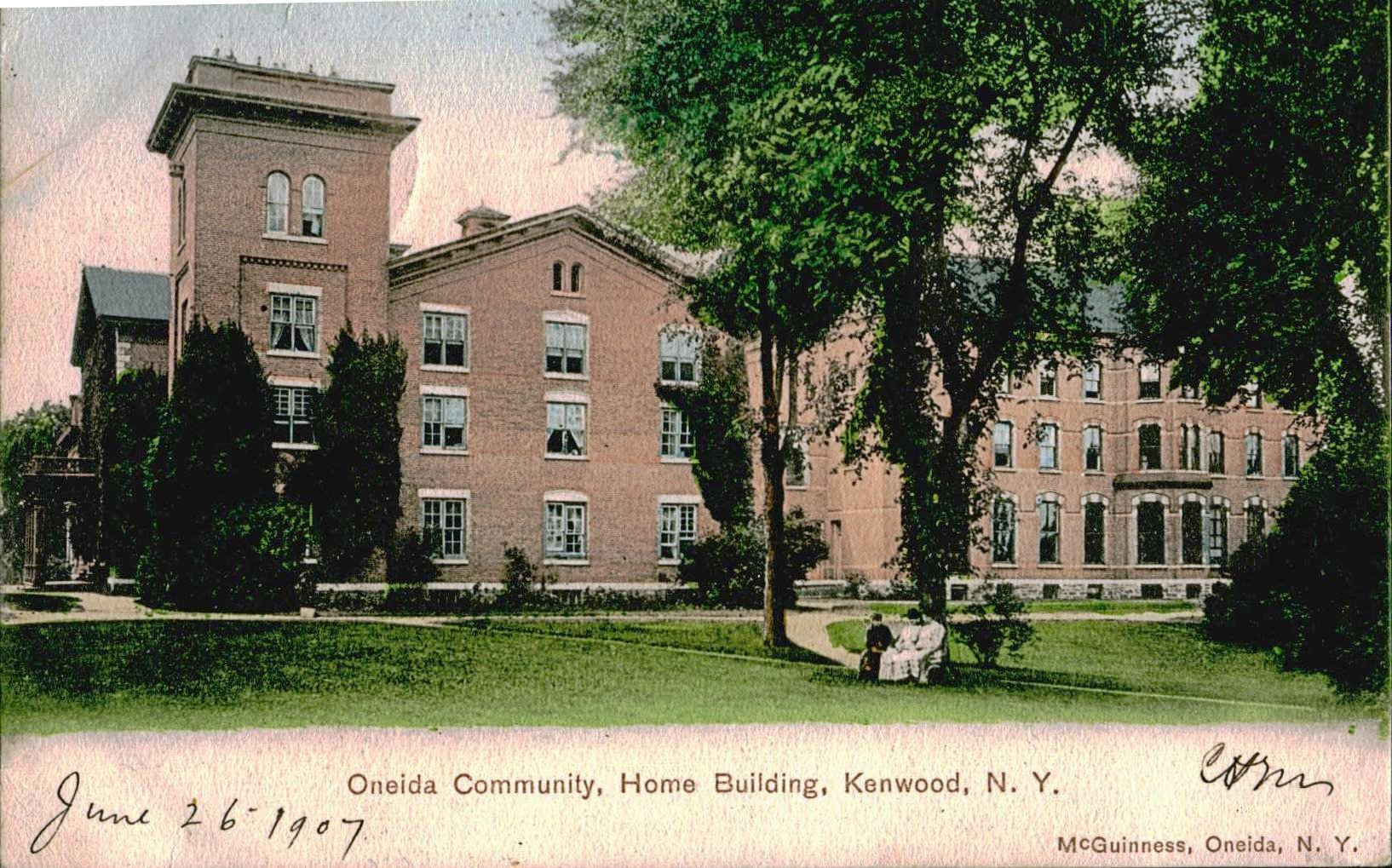
De um cartão postal de 1907

Muitas histórias e relatos em primeira pessoa da Comunidade Oneida foram publicados desde que a comuna se dissolveu. Entre eles estão: The Oneida Community: An Autobiography, 1851–1876 e The Oneida Community: The Breakup, 1876–1881, ambos por Constance Noyes Robertson; Desire and Duty at Oneida: Tirzah Miller's Intimate Memoir and Special Love/Special Sex: An Oneida Community Diary, ambos de Robert S. Fogarty; Without Sin, de Spencer Klaw; Oneida, From Free Love Utopia to the Well-Set Table, de Ellen Wayland-Smith; e relatos biográficos/autobiográficos de ex-membros, incluindo Jessie Catherine Kinsley, Corinna Ackley Noyes, George Wallingford Noyes e Pierrepont B. Noyes.
Um relato da Comunidade Oneida é encontrado no livro Assassination Vacation de Sarah Vowell. Discute a comunidade em geral e a adesão de Charles J. Guiteau, há mais de cinco anos, à comunidade. (Guiteau mais tarde assassinou o presidente James A. Garfield) A comunidade perfeccionista no romance Pagan House (2007) de David Flusfeder é diretamente inspirada na Comunidade Oneida. Há um edifício residencial chamado "Oneida" na comunidade Twin Oaks, na Virgínia. Twin Oaks, uma comunidade intencional, nomeia seus edifícios com nomes de comunidades intencionais extintas.

### Mansão Comunitária de Oneida
A Mansão da Comunidade Oneida (Oneida Community Mansion House) foi listada como um marco histórico nacional em 1965, e a principal cultura material sobrevivente da Comunidade de Oneida consiste naqueles edifícios tombados, coleções de objetos e paisagens. Os cinco edifícios da Mansion House, projetados separadamente por Erastus Hamilton, Lewis W. Leeds e Theodore Skinner, compreendem 8600 metros quadrados em um terreno de 33 acres. Este local tem sido continuamente ocupado desde a criação da comunidade em 1848, e a mansão existente está habitada desde 1862. Hoje, a Oneida Community Mansion House é uma organização educacional sem fins lucrativos fundada pelo Estado de Nova Iorque. Recebe visitantes durante todo o ano com visitas guiadas, programas e exposições. Preserva, coleta e interpreta a cultura imaterial e material da Comunidade de Oneida e temas relacionados dos séculos XIX e XX. A Mansion House também abriga apartamentos residenciais, quartos para pernoite e espaços para reuniões.